# 鮑滕峰
71°58′S 25°57′E / 71.967°S 25.950°E
鮑滕峰是南極洲的山峰，位於東部南極洲的毛德皇后地，屬於南龍達訥山脈的一部分，處於貝格森山東北面，海拔高度2,240米，該山峰由挪威的製圖師根據測量和空中照片繪入地圖。